# Meladema imbricata
Meladema imbricata је инсект из реда тврдокрилаца (Coleoptera) и породице гњураца (Dytiscidae).

## Распрострањење
Шпанија је једино познато природно станиште врсте.

## Станиште
Станиште врсте су слатководна подручја.

## Угроженост
Ова врста је крајње угрожена и у великој опасности од изумирања.